# Cath Staincliffe
Cath Staincliffe, née en Irlande en 1956, est scénariste et auteur britannique de roman policier.

## Biographie
Née en Irlande, elle est adoptée, encore bébé, par une famille vivant en Angleterre. À l’âge adulte, elle retrace et revoit sa famille biologique, une expérience qu’elle raconte sous le mode de la fiction dans Trio (2002).
Elle amorce sa carrière littéraire dès 1994 avec Nuits noires à Manchester, le premier volet d’une série policière ayant pour héroïne Sal Kilkenny, un détective privé de Manchester qui est également mère célibataire.
Cath Staincliffe est bien connue au Royaume-Uni pour avoir créé la série télévisée britannique Blue Murder (UK TV series) (en) (2003-2009), dont elle a scénarisé cinq épisodes, en plus d’en tirer deux novelisations.
Elle a aussi créé et rédigé les scripts de la série radiophonique Legacy.

## Œuvre

### Romans

#### SérieSal Kilkenny
- Looking for Trouble (1994) Publié en français sous le titre Nuits noires à Manchester, Paris, Librairie des Champs-Élysées, Le Masque no 2465, 2002
- Go Not Gently (1997)
- Dead Wrong (1998) Publié en français sous le titre Tout l’accusait, Paris, Librairie des Champs-Élysées, Le Masque no 2481, 2003
- Stone Cold Red Hot (2001)
- Towers of Silence (2002)
- Bitter Blue (2003)
- Missing (2007)
- Crying Out Loud (2011)

#### SérieJanine Lewis
- Blue Murder (2004)
- Hit and Run (2005)

#### SérieScott & Bailey
- Dead to Me (2012)
- Bleed Like Me (2013)

#### Autres romans policiers
- The Kindest Thing (2009)
- Witness (2011)
- Split Second (2012)
- Blink of an Eye (2013)

#### Roman autobiographique
- Trio (2002)

### Scénarios
- 2003 : Blue Murder (UK TV series) (en), série télévisée britannique en 19 épisodes (2003-2009), avec Caroline Quentin dans le rôle de l’inspectrice-chef Janine Lewis. (Cath Staincliffe est la créatrice de la série et en a écrit cinq des dix-neuf épisodes.)